# Manu Joseph

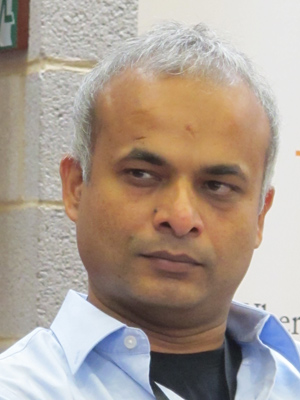
Manu Joseph (2011)

Manu Joseph (geboren 22. Juli 1974 in Kottayam) ist ein indischer Schriftsteller. 

## Leben
Manu Joseph wuchs in Chennai auf und besuchte dort die Schule. Das College brach er ab und begann als Journalist zu arbeiten, er schrieb auch für die Times of India. Er wurde Herausgeber des Magazins OPEN und gab diese Funktion 2014 ab. Im Jahr 2010 veröffentlichte er seinen ersten Roman.  

## Werke (Auswahl)
- Serious Men. Harper Collins, 2010
  - Ernste Männer. Übersetzung Anke Burger. Stuttgart : Klett-Cotta, 2010
- The Illicit Happiness of Other People. Fourth Estate, 2012
  - Das verbotene Glück der anderen. Übersetzung Claudia Wenner. München : Beck, 2013